# Kreis Sibiu

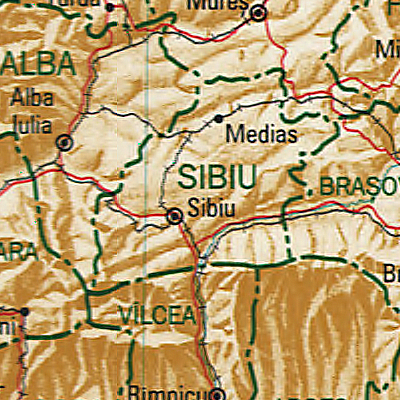
Karte von Sibiu

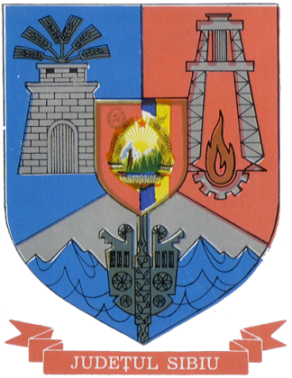
Wappen des Kreises Sibiu, zur Zeit des Realsozialismus

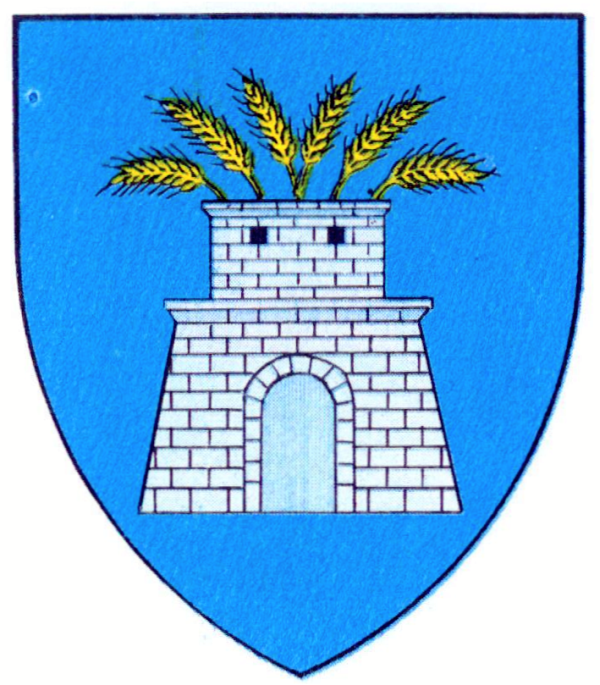
Wappen des Kreises Sibiu, in der Zwischenkriegszeit

Kleinregionen im Kreis Sibiu.

Sibiu ist ein rumänischer Kreis (Județ) mit der Kreishauptstadt Hermannstadt (rumänisch Sibiu) in der Planungsregion Centru (Zentrum). Historisch gehört er zur Region Siebenbürgen. Das Kfz-Kennzeichen und die gängige Abkürzung für den Kreis ist SB.
Der Kreis Sibiu grenzt im Norden an den Kreis Mureș, im Osten an den Kreis Brașov, im Süden an die Kreise Argeș und Vâlcea sowie im Westen an den Kreis Alba.
Von 2008 bis 2012 war Martin Bottesch vom Demokratischen Forum der Deutschen in Rumänien der Kreisratsvorsitzende.

## Bevölkerung
Die Einwohnerzahl einiger Ethnien im Kreis Sibiu entwickelte sich ab 1930 wie folgt:
| Jahr | Einwohner | Rumänen | Magyaren | Deutsche | Roma   | Lipowaner | Polen | Juden |
| ---- | --------- | ------- | -------- | -------- | ------ | --------- | ----- | ----- |
| 1930 | 306.984   | 174.138 | 18.535   | 100.703  | 9.272  | 638       | 297   | 2.341 |
| 1956 | 372.687   | 252.096 | 18.118   | 89.722   | 10.127 | 164       | 315   | 1.355 |
| 1966 | 414.756   | 293.282 | 20.139   | 96.882   | 3.037  | 152       | 223   | 407   |
| 1977 | 481.645   | 349.718 | 21.881   | 96.401   | 12.803 | 84        | 155   | 208   |
| 1992 | 452.873   | 397.205 | 19.309   | 17.122   | 18.730 | 82        | 77    | 85    |
| 2002 | 421.724   | 382.061 | 15.344   | 6.554    | 17.125 | 54        | 43    | 54    |
| 2011 | 397.322   | 338.505 | 10.893   | 4.244    | 17.946 | 62        | 30    | 31    |
| 2021 | 388.326   | 313.119 | 6.112    | 2.716    | 12.808 | 39        | 19    | 23    |

## Geographie
Der Kreis hat eine Gesamtfläche von 5432 km², dies entspricht 2,27 % der Fläche Rumäniens.
Der südliche Teil des Kreises ist hochalpin und umfasst den mittleren Teil der Südkarpaten mit Gipfeln bis über 2500 m Höhe (Negoiu, Vânătarea lui Buteanu). Der nördliche und mittlere Teil ist hügelig (Harbach-Hochland, Zekesch-Hochland, Kokel-Hochland) und wird von größeren Flüssen, wie dem Alt im Süden und der Großen Kokel im Norden in Ost-West-Richtung durchflossen.
In Salzburg bei Hermannstadt treten in den Übergangsschichten vom Gebirge zum Hochland Salzvorkommen zutage, die bereits vor Jahrtausenden abgebaut wurden. In dem Gebiet entstanden durch Überflutung von Salzgruben mehrere Salzseen, wie der Austersee.

## Städte und Gemeinden

### Status der Ortschaften
Der Kreis Sibiu besteht aus offiziell 187 Ortschaften. Davon haben 11 den Status einer Stadt, 53 den einer Gemeinde und die übrigen sind administrativ den Städten und Gemeinden zugeordnet.

### Größte Orte
| Stadt/Gemeinde            | Deutscher Name | Ungarischer Name | Einwohner |
| ------------------------- | -------------- | ---------------- | --------- |
| Sibiu (Munizipium)        | Hermannstadt   | Nagyszeben       | 134.309   |
| Mediaș (Munizipium)       | Mediasch       | Medgyes          | 039.505   |
| Cisnădie                  | Heltau         | Nagydisznód      | 022.277   |
| Șelimbăr                  | Schellenberg   | Sellenberk       | 017.492   |
| Avrig                     | Freck          | Felek            | 012.534   |
| Agnita                    | Agnetheln      | Szentágota       | 007.564   |
| Tălmaciu                  | Talmesch       | Nagytalmács      | 006.711   |
| Dumbrăveni                | Elisabethstadt | Erzsébetváros    | 006.238   |
| Roșia                     | Rothberg       | Veresmart        | 006.074   |
| Săliște                   | Selischte      | Szelistye        | 005.710   |
| Rășinari                  | Städterdorf    | Resinár          | 005.362   |
| Copșa Mică                | Kleinkopisch   | Kiskapus         | 004.570   |
| Șura Mare                 | Großscheuern   | Nagycsűr         | 004.529   |
| Cristian                  | Reußmarkt      | Szerdahely       | 004.116   |
| Șeica Mare                | Marktschelken  | Nagyselyk        | 003.925   |
| (Stand: 1. Dezember 2021) |                |                  |           |